# Model EKV tranzystora MOSFET
Model EKV tranzystora MOS – jeden z obliczeniowych modeli przyrządów półprzewodnikowych MOSFET (Metal-Oxide-Semiconductor Field-Effect Transistors) opracowywanych dla potrzeb symulacji układów elektronicznych oraz projektowania analogowych i analogowo-cyfrowych układów scalonych. 
Został opracowany przez zespół w składzie: Christian Enz, François Krummenacher i Eric Vittoz (nazwa modelu EKV pochodzi od inicjałów autorów) w latach 80. i zaprezentowany w roku 1995. Jest jednym z najdokładniejszych modeli typu "compact" współczesnych tranzystorów MOS. W przeciwieństwie do prostszych modeli, takich jak model o parabolicznej charakterystyce I(V) (Schichmana-Hodgesa), model EKV dokładnie odwzorowuje charakterystyki elektryczne tranzystora MOS we wszystkich zakresach pracy, w tym także w zakresie słabej inwersji, tj. podprogowym (Vgate-source < VThreshold). Do "gładkiego" sklejenia charakterystyk elektrycznych w zakresach słabej i silnej inwersji wykorzystano metodę przedstawioną w pracach Modele du transistor MOS valable dans un grand domaine de courants i MOS modelling at low current density. Model EKV charakteryzuje się także stosunkowo niewielką liczbą parametrów. Ponadto uwzględnia on szereg zjawisk fizycznych i efektów istotnych dla projektowania współczesnych układów scalonych CMOS.